# FedEx Express
FedEx Express là một hãng hàng không chở hàng lớn của Mỹ có trụ sở tại Memphis, Tennessee, Hoa Kỳ. Tính đến năm 2023, đây là hãng hàng không chở hàng lớn nhất thế giới về quy mô đội bay và tấn hàng hóa đã bay. Đây là công ty con hàng đầu và cùng tên của FedEx, vận chuyển hàng hóa và gói hàng đến hơn 375 điểm đến trên 220 quốc gia trên sáu lục địa mỗi ngày. FedEx Express cũng là công ty vận tải chuyển phát nhanh lớn nhất thế giới.
"SuperHub" toàn cầu của công ty được đặt tại Sân bay Quốc tế Memphis. Tại Hoa Kỳ, FedEx Express có trung tâm quốc gia tại Sân bay Quốc tế Indianapolis. Các trung tâm khu vực của Hoa Kỳ được đặt tại các sân bay ở Anchorage, Fort Worth, Greensboro, Miami, Newark, Oakland và Ontario. International regional hubs are located at the airports in Cologne/Bonn, Dubai, Bengaluru, Liege, Milan, Osaka, Paris, Shanghai, Singapore, Toronto và Tokyo.
1. ↑  “Federal Aviation Administration – Airline Certificate Information – Detail View”. av-info.faa.gov. Bản gốc lưu trữ 19 tháng Bảy năm 2023. Truy cập 27 Tháng sáu năm 2019.
2. ↑  The World's Largest Airlines (archived July 2018)
3. ↑  “Directory: World Airlines”. Flight International. 3 tháng 4 năm 2007. tr. 81.
4. ↑  "Memphis Super Hub Lưu trữ tháng 7 8, 2008 tại Wayback Machine"
5. ↑  "FedEx Express Global Network" Lưu trữ tháng 12 31, 2005 tại Wayback Machine